# Henri Bouquet
Pour les articles homonymes, voir Bouquet.
 (juillet 2021).
Henri Bouquet, né en 1719 à Rolle (canton de Vaud) et mort le 2 septembre 1765 à Pensacola, est un officier suisse mercenaire qui, servant dans l'armée britannique, s'est illustré pendant la guerre de Sept Ans (1756-1763) sur le théâtre nord-américain (guerre de la Conquête), puis lors de la rébellion de Pontiac des Amérindiens contre les Britanniques (1763-1766). Il est particulièrement connu pour sa victoire  à la bataille de Bushy Run (août 1763), qui permit la levée du siège de Fort Pitt par les Amérindiens. Promu général de brigade en 1765, il meurt quelques mois plus tard de maladie.

## Biographie

### Origines familiales et formation
Il est né à Rolle en Suisse, fils d'un aubergiste.

### Débuts de carrière: Provinces-Unies et Sardaigne (1736-1756)
Comme beaucoup d'officiers de son époque, il sert comme mercenaire différents pays.
Il commence sa carrière militaire à 17 ans au sein de l'armée des Provinces-Unies (actuels Pays-Bas) et la poursuit au service du royaume de Sardaigne (Sardaigne, Savoie, Piémont).
En 1748, il reprend du service pour les Provinces-Unies, comme lieutenant-colonel des gardes suisses.

### Au service des Britanniques (1756-1765)

#### La guerre de Sept Ans
Il entre au service de l'armée britannique en 1756 avec le grade de lieutenant-colonel.
Il sert sous les ordres du général John Forbes lors de l'expédition contre la place française de fort Duquesne (situé à l'emplacement de la ville de Pittsburgh en Pennsylvanie) en 1758.
C'est à son instigation que l'armée construit une nouvelle route en Pennsylvanie, plutôt que d'utiliser la route du Maryland construite lors de l'infructueuse expédition Braddock (1756). Bouquet et ses troupes sont attaqués par des Français et des Amérindiens à Loyalhanna (près de l'actuel Ligonier en Pennsylvanie) ; une fois l'attaque repoussée, ils se dirigent vers le fort Duquesne, qui a été rasé par les Français avant leur retraite (25 novembre 1758).

#### La guerre de Pontiac
En 1763, après le traité de Paris qui cède le Canada à la Grande-Bretagne, la rébellion de Pontiac éclate à la frontière. Pontiac, un chef de guerre des Outaouais, soulève les Amérindiens alliés des Français pour combattre les Britanniques ; leur principale motivation est de conserver leurs terres.
Pontiac lance une série d'attaques sur des forts et des colonies le long de la frontière, pensant que les Français vaincus se rallieront et viendront à son aide. Le conflit commence par le siège de Fort Détroit, le 10 mai 1763. Le Fort Sandoské, le Fort Michillimakinac, le Fort de la Presqu'île et de nombreux avant-postes frontaliers sont rapidement débordés. Plusieurs forts tombent aux mains de tribus alliées, fort Pitt, fort Ligonier, et fort Bedford le long du chemin Forbes.
Bouquet qui se trouve à Philadelphie, rassemble à la hâte 500 hommes, pour la plupart des mercenaires des Highlands d'Écosse et se dirigne vers Fort Pitt (qui a remplacé Fort Duquesne). Le 5 août 1763, Bouquet et sa troupe sont attaqués par des guerriers des tribus des Lenapes, Mingos, Shawnees et Hurons-Wendat près d'un petit avant-poste appelé Bushy Run, dans l'actuel comté de Westmoreland en Pennsylvanie. La bataille dure deux jours, les tribus sont mises en déroute par Bouquet et fort Pitt est libéré.
À l'automne 1764, Bouquet est nommé commandant de fort Pitt, avec pour mandat de mater le soulèvement des tribus amérindiennes. Il conduit une force de 1 500 miliciens et soldats réguliers depuis le fort vers la région de l'Ohio. Le 13 octobre 1764, la colonne de Bouquet atteint la rivière Tuscarawas. Peu après, les Shawnees, les Sénécas et les Lenapes se rendent par crainte des exactions.
Comme condition au traité de paix, Bouquet exige le retour de tous les captifs britanniques contre la promesse de ne pas détruire les villages amérindiens et de ne pas s'approprier leurs terres. Le départ des captifs cause beaucoup d'amertume parmi les membres des tribus, car beaucoup d'entre eux avaient été adoptés dans des familles indiennes alors qu'ils étaient encore enfants et n'avaient pas de souvenir de leur vie antérieure[réf. nécessaire].
Bouquet déplace ensuite son armée de la rivière Tuscarawas vers la rivière Muskingum (un affluent de l'Ohio, près de Coshocton). Il se positionne au cœur des terres tribales, ce qui peut lui permettre de frapper rapidement les villages des Amérindiens s'ils refusent de coopérer.

#### Promotion et mort subite
En 1765, Bouquet est promu général de brigade et placé à la tête des forces britanniques dans les colonies méridionales.
Il meurt peu de temps après, le 2 septembre 1765, à Pensacola au sud de la Floride, probablement de la fièvre jaune.